# Пчёлы-каменщицы
Пчёлы-каменщицы (Chalicodoma) — род пчёл (или подрод в составе рода Megachile) из семейства Megachilidae.

## Описание
Каменщицами названы из-за характерного способа строить свои гнёзда из мелких камешков и песчинок, склеивая их слюной и размещая в скалах и на камнях. К этому роду (или подроду) относится крупнейшая пчела Chalicodoma pluto, внесённый в Красную книгу МСОП.

## Классификация
Таксон рассматривается или как подрод в составе рода Мегахилы, или как отдельный род.
Род разделяют на несколько подродов (в том числе, из рода Megachile s.l.): C. (Alocanthedon) — C. (Callomegachile) — C. (Cestella) — C. (Chalicodoma) — C. (Cuspidella) — C. (Gronoceras) — C. (Largella) — Pseudomegachile.
- Chalicodoma albocristata  (Smith, 1853)
- Chalicodoma albonotata  (Radoszkowski, 1886)
- Chalicodoma apennina  (Benoist, 1940)
- Chalicodoma baetica  (Gerstäcker, 1869)
- Chalicodoma canescens  (Brullé, 1840)
- Chalicodoma corsica  (Benoist, 1935)
- Chalicodoma ericetorum  (Lepeletier, 1841)
- Chalicodoma fuerteventurae  Tkalcu, 1994
- Chalicodoma hungarica  Mocsary, 1877
- Chalicodoma lefebvrei  (Lepeletier, 1841)
- Chalicodoma lucidifrons  (Ferton, 1905)
- Chalicodoma manicata  (Giraud, 1861)
- Chalicodoma montenegrensis  (Dours, 1873)
- Chalicodoma monticola  Smith, 1853
- Chalicodoma parietina  (Geoffroy, 1785) (Megachile parietina)
- Chalicodoma pluto Smith, 1860[4] (Megachile pluto)
- Chalicodoma pyrenaica  (Lepeletier, 1841)
- Chalicodoma roeweri  Alfken, 1928
- Chalicodoma rufescens  (Perez, 1879)
- Chalicodoma sculpturalis (Smith, 1853)
- Chalicodoma sicula (Rossi, 1792)